# Arenaria trichophora
Arenaria trichophora är en nejlikväxtart som beskrevs av Adrien René Franchet. Arenaria trichophora ingår i släktet narvar, och familjen nejlikväxter. Inga underarter finns listade i Catalogue of Life.